# Corvus meeki
Corvus meeki е вид птица от семейство Вранови (Corvidae).

## Разпространение
Видът е разпространен в Папуа Нова Гвинея и Соломоновите острови.